# Адро
Адро (італ. Adro) — муніципалітет в Італії, у регіоні Ломбардія, провінція Брешія.
Адро розташоване на відстані близько 470 км на північний захід від Рима, 65 км на схід від Мілана, 25 км на північний захід від Брешії.
Населення — 7097 осіб (2014).

## Демографія
Населення за роками:

Станом на 1 січня 2023 року в муніципалітеті офіційно проживало 408 іноземців з 38 країн, серед них 81 громадянин країн Євросоюзу та 17 громадян України.

## Сусідні муніципалітети
- Капріоло
- Каццаго-Сан-Мартіно
- Корте-Франка
- Ербуско
- Ізео
- Палаццоло-сулл'Ольйо
- Паратіко